# Julia Ravanis
Julia Ravanis, född 1 mars 1993, är en svensk civilingenjör och skribent med inriktning på teknikhistoria och populärvetenskap.

## Biografi
Ravanis har en civilingenjörsexamen i teknisk fysik samt en fil. mag. i idé- och lärdomshistoria, och disputerade 2025 i teknikhistoria vid avdelningen för teknik, vetenskap och samhälle vid Chalmers tekniska högskola i Göteborg med avhandlingen Organising Computing Work: Data Processing at the Swedish Defence Research Agency in the Mainframe Era. Hennes forskning handlar om de militära rötterna i Sveriges dator- och programmeringshistoria.
Ravanis är sedan 2018 medlem i redaktionen för tidskriften Glänta och skriver återkommande i Göteborgs-Posten.
2024 fick Ravanis utmärkelsen ”Årets alumn – Stjärnskott” av Chalmers tekniska högskola. Samma år tilldelades hon Samfundet De Nios julpris.
Ravanis var[Uppdatering behövs] sommarpratare i Sommar i P1 den 7 augusti 2025.

### Skönheten i kaos
Ravanis gav 2021 ut boken Skönheten i kaos, en populärvetenskaplig bok om parallellerna mellan teoretisk fysik och mänskliga upplevelser. Hon försöker få såväl kvantteori som relativitetsteori att landa i den egna verkligheten hos en lekman. Göran Greider i Aftonbladet beskriver boken som ”en rik, underbar bok, fylld av mänsklig värme i ett svalnande universum”, och nämner porträtten av centrala gestalter i vetenskapshistorien som särskilt läsvärda. Rebecca Selberg i Expressen hoppas boken ska inspirera fler experter att skriva lätt om tunga ämnen, boken som hon beskriver är ”fysik förklarat för psykologer och sociologer, eller för alla oss som uppfattar sig som klokare vad gäller emotioner än naturvetenskapliga abstraktioner”, där hon lyckas förklara mörk materia, svarta hål och strängteori så att de får mening och fastare form. Boken är också ett slags kritisk undersökning av naturvetenskapens metaforer och den världsuppfattning de ger upphov till, där Ravanis skriver inte bara som fysiker utan också som kvinna i ett minst sagt mansdominerat fält. Boken har även blivit jämförd med den brittiska författaren Camilla Pangs Explaining Humans: What Science Can Teach Us about Life, Love and Relationships.